# Via Popilia

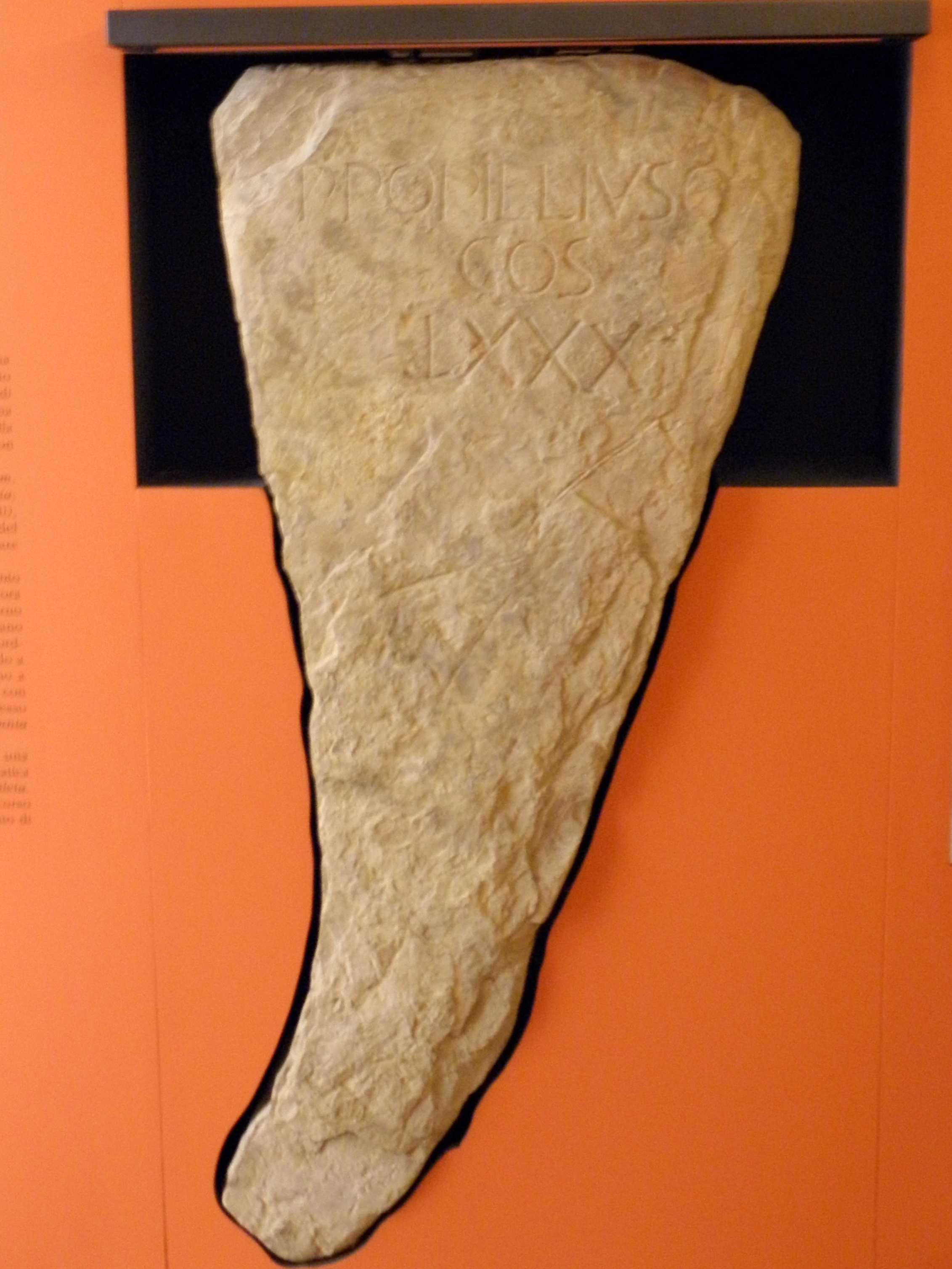
La pietra miliare romana riferita alla via Popilia fatta realizzare dal console Publio Popilio Lenate (Publius Poppilius Laenas) nel 132 a.C. conservata nel Museo archeologico nazionale di Adria.

La via Popilia era un'antica strada romana che dalla colonia romana di Ariminum (Rimini) passava per Ravenna e conduceva alla città di Adria dove, unendosi alla Via Annia, proseguiva fino ad Aquileia, passando per Altino e Concordia.
La strada venne realizzata dal console del 132 a.C. Publio Popilio Lenate, dal quale prende il nome.
Allo stesso tempo, all'inizio della strada c'era un ramo dell'isola, in seguito allagato a causa delle Rotta della Cucca su cui fu costruita la fortezza di Poveglia.
In epoca post-antica continuò ad essere utilizzata nell'ambito dell'esarcato bizantino con capitale a Ravenna, e mutò il nome in "via Romea".